# Wellenastrild
Der Wellenastrild (Estrilda astrild) ist ein Singvogel aus der Familie der Prachtfinken. Die Art bewohnt große Teile Afrikas südlich der Sahara. Für die Art werden in der Regel fünfzehn bis siebzehn Unterarten unterschieden. Diese weisen jedoch zum Teil nur geringfügige Unterscheidungsmerkmale auf und sind in vielen Fällen nur schwer voneinander abgrenzbar. Vielfach verläuft die geographische Variation der Art in Form einer nicht deutlich voneinander gestuften Kline mit zahlreichen Übergangsformen.
Der Wellenastrild gilt laut IUCN als häufig und nicht gefährdet.

## Merkmale
Der 11 bis 13 cm lange Wellenastrild erreicht eine Flügelspannweite von 12 bis 14 cm und ein Gewicht von 7 bis 10 g.
Das graubraune Gefieder weist eine feine, wellenförmige Bänderung auf. Kehle und Bauch sind blasser. Je nach Unterart kann sich am Bauch auch ein verwaschen-rosa bis leuchtend-roter Streifen befinden. Das Gesicht zeigt einen breiten scharlachroten Augenstreif. Der kegelförmige Schnabel ist siegelwachs-rot gefärbt (davon leitet sich der englische Name Common Waxbill her). Bei Jungvögeln ist der Schnabel schwärzlich.

## Verbreitung

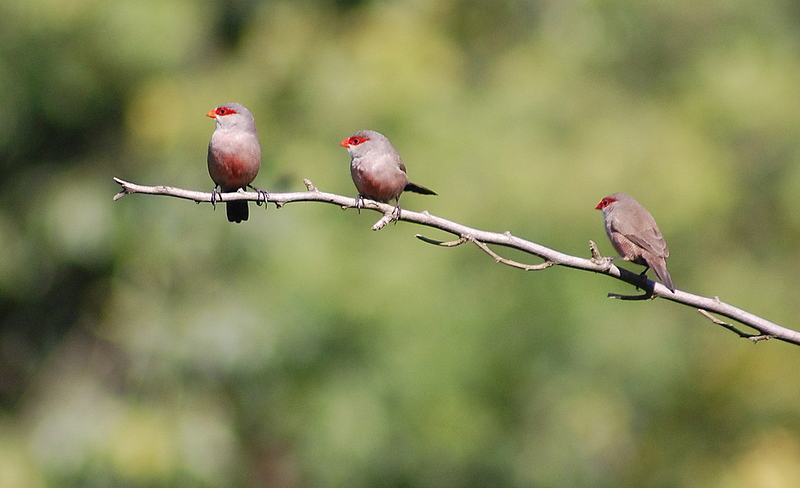
Wellenastrilde

Wellenastrilde sind im südlichen und tropischen Afrika vom Kap bis Sierra Leone, Guinea, Ghana, Kamerun, Sudan und im Hochland von Äthiopien verbreitet. Sie fehlen im Norden Namibias und in Somalia sowie im geschlossenen Niederungsregenwald des Kongogebietes. Sie kommen außerdem natürlich auf den Inseln Bioko, Sansibar und Mafia vor. Die Siedlungsdichte ist häufig sehr hoch. In Südafrika kommen in ländlichen Regionen pro Quadratkilometer 125 Paare vor, in Vorstädten etwa zehn Brutpaare pro Quadratkilometer. In der Akaziensavanne von Eswatini beträgt der Bestand etwa 230 Vögel je 100 Hektar.
In folgenden Gebieten wurde der Vogel eingeführt: St. Helena, Ascension, Mauritius, Réunion, Tahiti, den Seychellen, Hawaii und in Teilen von Brasilien. Die auf den Kap-Verde-Inseln vorkommenden Wellenastrilde sollen Nachkommen von Vögeln sein, die um 1865 von einem aus Angola kommenden Tiertransport entflohen.
In Europa brütet der Vogel seit 1964 in Spanien und Portugal. Die dortige Population wurde für das Jahr 1998 auf 20.000 bis 200.000 Individuen geschätzt. Er kommt außerdem auf den Inseln Madeira, Gran Canaria und den Azoren vor.
Der Wellenastrild bewohnt offene Savannen, Buschlandschaften, Äcker und Sümpfe. In trockeneren Gegenden kommt er häufig in Wassernähe vor. In den bewaldeten Teilen seines Verbreitungsgebietes besiedelt er auch grasbestandene Lichtungen. Zur Nahrungssuche findet er sich häufig auf Kulturland, in Gärten, auf Feldern, in Zuckerrohrplantagen und auf gemähten Wiesen ein.

## Lebensweise

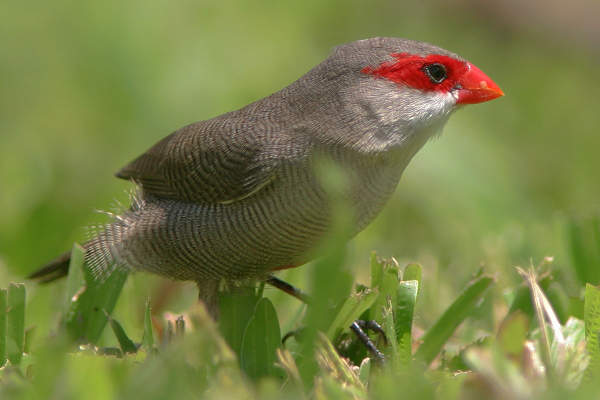
Wellenastrild

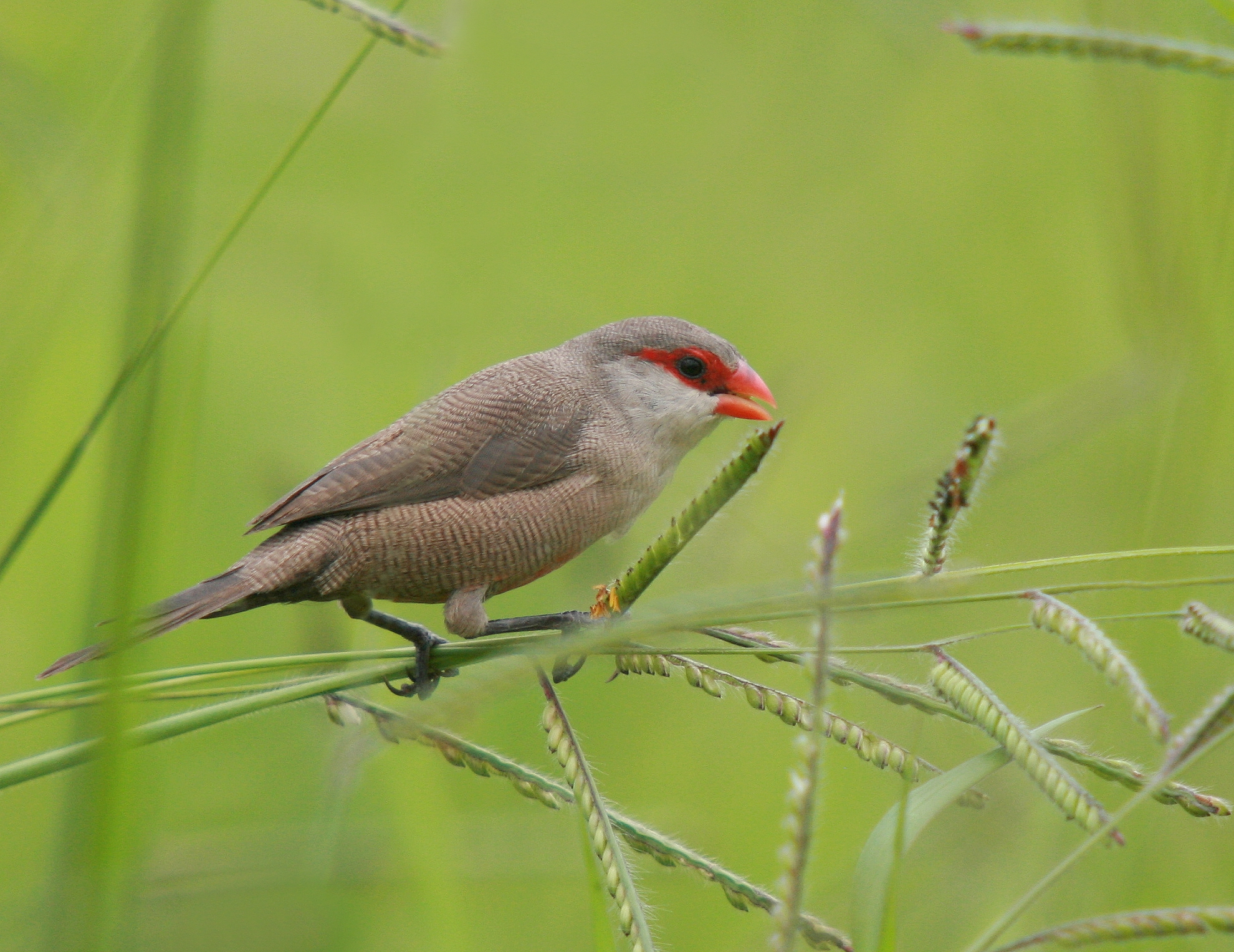

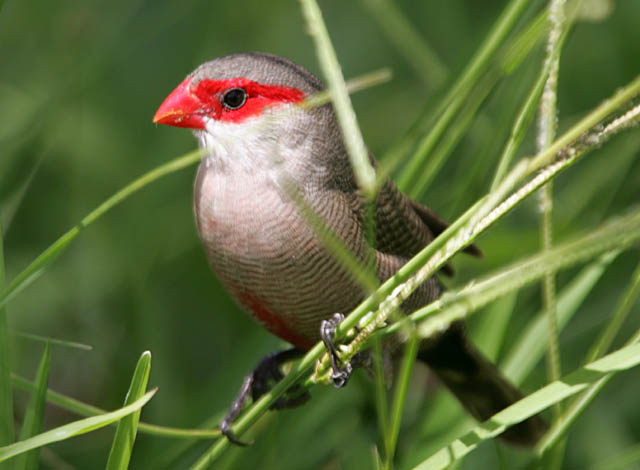

Außerhalb der Brutzeit leben Wellenastrilde sehr gesellig und kommen in Schwärmen von mehr als 100 Individuen vor. Sie fallen abends in Schilf- und Papyrusbeständen oder in dichtes Gebüsch ein, um dort zu übernachten. Ihre Schlafplätze fallen unter anderem durch ihre Laute und das unruhige Hin- und Herfliegen der Vögel auf. Morgens verlassen sie diese Schlafplätze sehr schnell kurz vor Anbruch der Morgendämmerung. Gelegentlich sind sie auch mit anderen Prachtfinken vergesellschaftet. Sie wurden bereits gemeinsam mit Grünastrilden, Orangebäckchen, Kappenastrilden, Bronzemännchen und Sumpfastrilden sowie Zügelastrilden und Goldbrüstchen beobachtet. Die großen Schwärme lösen sich mit dem Beginn der Brutzeit auf.
Der Wellenastrild ernährt sich fast nur von Grassamen, Insekten ergänzen allerdings die Kost. Der Vogel sitzt oft auf Grashalmen, um an die Samen zu gelangen. Er sucht seine Nahrung aber auch auf dem Erdboden. Als Nahrungspflanzen nachgewiesen sind unter anderem mehrere Arten der Rispenhirsen, Sporobulus inductus, Urochloa masambicensis, Arten der Fingerhirsen, Borstenhirsen, Liebesgräser, Hühnerhirsen und Hyparrhenia. Der Gesang der Wellenastrilde ist leise und unscheinbar.

## Fortpflanzung

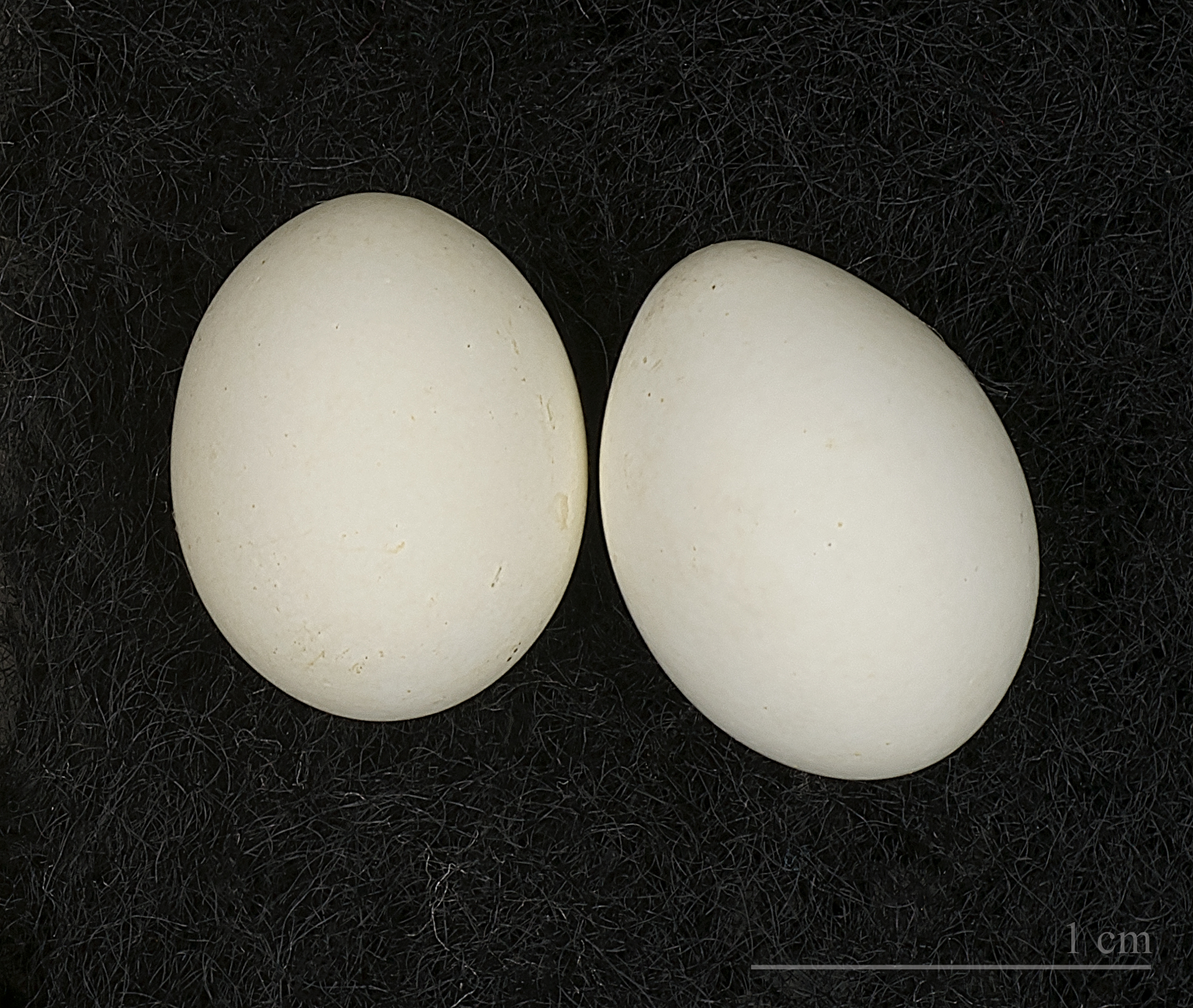
Estrilda astrild

Der Wellenastrild brütet in der Regenzeit, wenn es ausreichend Insekten für den Nachwuchs gibt. Die Balz ähnelt dem des nah verwandten Grauastrilds. Wie dieser zeigt er eine Halmbalz, bei der das Männchen einen Grashalm oder ersatzweise eine Feder im Schnabel trägt und vor dem Weibchen tanzt und dabei seine Gesangsstrophen vorträgt. Auch das Weibchen zeigt diese Halmbalz, allerdings ohne dabei zu singen. Er baut ein kleines kugelförmiges Nest mit röhrenförmigen Seiteneingang aus ineinander verflochtenen Halmen. Es liegt in einem Grasbüschel oder in einem Busch dicht am Boden. Sehr häufig, in manchen Gebieten sogar regelmäßig, findet sich auf dem Dach des Nestes ein zweites, halb überwölbtes Nest, ein sogenanntes Hahnennest. Das Weibchen legt vier bis fünf weiße Eier, die rund zwei Wochen lang bebrütet werden. Beide Elternvögel sind an der Brut beteiligt und füttern und hudern die Jungvögel später auch. Die Jungvögel werden mit rund drei Wochen flügge.
Der Wellenastrild ist auch Wirt der brutparasitären Dominikanerwitwe und der Purpuratlaswitwe (Vidua funerea).

## Haltung
Wellenastrilde werden in Europa schon sehr lange als Ziervogel gepflegt und waren schon in der zweiten Hälfte des 18. Jahrhunderts im Handel. Der Ornithologe Vieillot berichtet zu Beginn des 19. Jahrhunderts ausführlich über die Haltung dieser Art. In Deutschland kamen die ersten Wellenastrilde Mitte des 19. Jahrhunderts in den Handel. Seit den 1870er Jahren werden sie in verschiedenen Unterarten regelmäßig eingeführt. Aufgrund ihres ansprechenden Federkleides und ihres lebhaften Wesens zählten sie zeitweise zu den beliebtesten und am häufigsten eingeführten Prachtfinkenarten. Sie gelten gemeinsam mit dem Senegalamarant als die am einfachsten zu pflegenden afrikanischen Prachtfinken. Allerdings erfordert die Zucht dieser Art einige Erfahrung.

## Belege

### Einzelbelege
1. ↑  Nicolai et al., S. 250
2. ↑  Nicolai et al., S. 252
3. ↑  Nicolai et al., S. 252
4. ↑  Nicolai et al., S. 254
5. ↑  Nicolai et al., S. 254
6. ↑  Nicolai et al., S. 255